# Георгій Костадинов
Георгій Костадинов (3 березня 1950, Бургас, Болгарія) — болгарський боксер, олімпійський чемпіон 1972 року. 

## Аматорська кар'єра
Олімпійські ігри 1972 
- 1/16 фіналу. Переміг Яна Балуха (Пакистан) TKO
- 1/8 фіналу. Переміг Кріса Іуса (Канада) 5-0
- 1/4 фіналу. Переміг Каліксто Переса (Колумбія) 3-2
- 1/2 фіналу. Переміг Лешека Блажинські (Польща) 5-0
- Фінал. Переміг Лео Рвабвого (Уганда) 5-0

Олімпійські ігри 1976 
- 1/16 фіналу. Переміг Кіма Дже Чо (Південна Корея) 5-0
- 1/8 фіналу. Програв Альфреду Пересу (Венесуела) 0-5